# D0-s autópálya (Csehország)

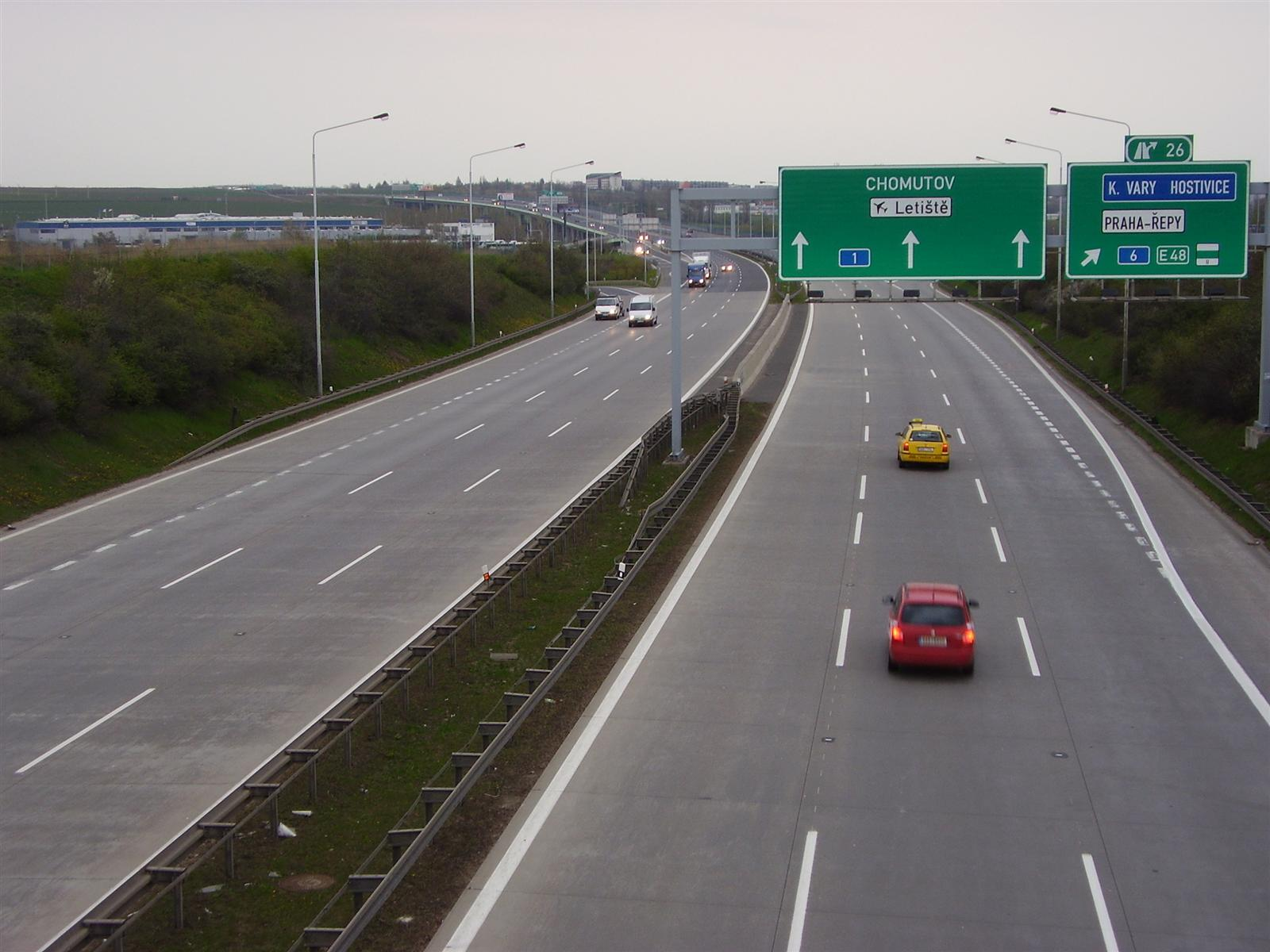
A D0-s autópálya Prága-Zličín közelében

A D0-s autópálya (korábban R1-es autóút, csehül: Dálnice D0, korábban Rychlostní silnice R1) vagy prágai körgyűrű (csehül: Pražský okruh) egy autópálya Csehországban. A D0-s autópálya Prága külső körgyűrűje. Az első szakaszát az 1980-as években helyezték forgalomba. Jelenleg 16 km hosszú.

## Külső hivatkozások
- A prágai külső körgyűrű Archiválva 2006. december 15-i dátummal a Wayback Machine-ben (cseh nyelven)
- Autópályák Csehországban